# Маркета Вондроушова
Маркета Вондроушова (чеш. Markéta Vondroušová; рођена 28. јуна 1999) чешка је тенисерка. 

## Каријера
Тренутно је 10. на WTA листи (17. јул 2023). Највећи успех на гренд слем турнирима у појединачној конкуренцији јој је освајање Вимблдона 2023. године. Прва је тенисерка која није била носилац а да је освојила тај турнир. Такође је играла финале Ролан Гароса 2019. године. Тада је играла против Ешли Барти из Аустралије и била поражена у два сета.
Представљала је Чешку на Олимпијским играма 2020. у Токију, освојила је сребрну медаљу у појединачној конкуренцији, поражена је у финалу од Белинде Бенчич из Швајцарске.

## Финала гренд слем турнира (2)

### Појединачно (2)

#### Финалисткиња (1:1)
| Година | Турнир      | Противница у финалу | Резултат |
| 2019.  | Ролан Гарос | Ешли Барти          | 1:6, 3:6 |
| 2023.  | Вимблдон    | Унс Џабир           | 6:4, 6:4 |